# Flint Group
Die Flint Group mit Sitz in Luxemburg ist einer der größten Zulieferer der Druckindustrie und nach Sun Chemical der zweitgrößte Druckfarbenhersteller weltweit. Flint Group entstand 2005 aus einer Fusion zwischen XSYS Print Solutions und der US-amerikanischen Flint Ink Corporation. XSYS wiederum entstand aus der Zusammenführung von ANI, einer ehemaligen Tochter von AkzoNobel, und der BASF-Druckfarbensparte unter dem Dach von CVC Capital Partners. Das Unternehmen befindet sich heute mehrheitlich im Besitz von Goldman Sachs und Koch Industries. Zu Flint gehört heute auch der Digitaldruckmaschinenhersteller Xeikon. In Deutschland betreibt Flint Standorte in Ahaus-Ottenstein, Köln, Frankfurt, Stuttgart, Willstätt und Winterbach.